# Umile da Petralia

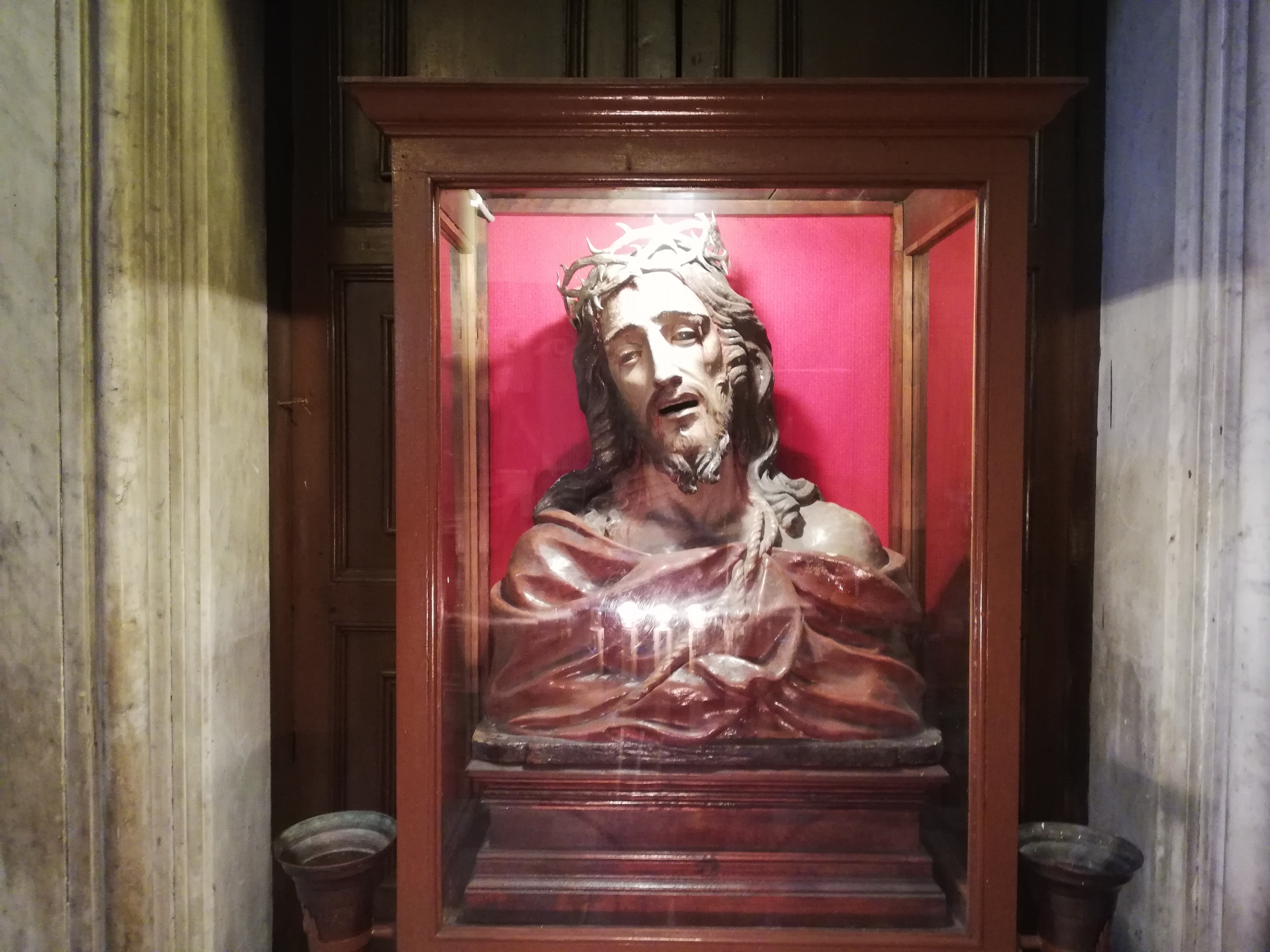
Umile da Petralia,Ecce Homo w klasztorze Sant Antonio

Umile da Petralia, właściwie Giovanni Francesco Pitorno (ur. 1600 w Palermo, zm. 9 lutego 1639 tamże) – włoski franciszkanin oraz rzeźbiarz sakralny reprezentujący styl wczesnego baroku, działał głównie na Sycylii.
Był synem cieśli Giovanniego Tommaso Pitorno, jego matka Antonia pochodziła z zamożnej miejscowej rodziny szlacheckiej.
W 1623 wstąpił do zakonu minorytów, przyjmując imię Umile. Wybrał pozycje klasztornego artysty specjalizującego się w tworzeniu polichromowanych drewnianych krzyży, co wiązało się prawdopodobnie ze wstrząsem po przejściu epidemii czarnej śmierci, która zdziesiątkowała tysiące mieszkańców Sycylii. Szkolenie rozpoczął przypuszczalnie w warsztacie swojego ojca, a następnie został uczniem snycerza Gian Paolo Taurino. Od 1638 roku przebywał w klasztorze Sant Antonio, gdzie założył własną szkołę, wokół której skupiało się wielu tamtejszych rzeźbiarzy.
Zmarł w klasztorze 9 lutego 1639 roku.